# 市立東大阪医療センター
地方独立行政法人市立東大阪医療センター（ちほうどくりつぎょうせいほうじんしりつひがしおおさかいりょうセンター）は、大阪府東大阪市にある医療機関。東大阪市が設立した地方独立行政法人市立東大阪医療センターが運営する病院である。救急指定病院として二次救急を受け持つ。三次救急を担う大阪府立中河内救命救急センターが隣接し、道路の反対側には一次救急に対応する東大阪市休日急病診療所があるため、一次・二次・三次の窓口が密接しており、特に中河内救命救急センターとは連携がなされている。東大阪市・八尾市・柏原市で構成される中河内二次医療圏の災害拠点病院に指定されている。病院の基本理念は、「誠実な医療」を地域の人々に。

## 沿革
- 1949年2月 - 大阪府布施市永和に社会保険病院設置の際、市民病院を併設[4]。
- 1955年 - 布施市民病院として一元的運営開始。
- 1958年11月24日 - 布施市御厨に布施市民病院新築移転開設。診療科9科、病床数223床。
- 1967年2月1日 - 布施市・河内市・枚岡市の合併に伴い、東大阪市立中央病院と改称。
- 1995年12月21日 - エイズ治療拠点病院の指定を受ける。
- 1997年3月25日 - 災害拠点病院（地域災害医療センター）の指定を受ける。
- 1998年4月30日 - 八戸ノ里駅前 東大阪市立中央病院廃院[注釈 1]。
- 1998年5月1日 - 現在地に新築移転し、東大阪市立総合病院開設。呼吸器科、循環器科、消化器科、脳神経外科、形成外科、リビリテ一ション科、精神科神経科、神経内科を開設し、21科573床に。
- 2003年5月19日 - 日本医療機能評価機構の評価認定（一般B）を受ける。
- 2003年8月26日 - 地域がん診療拠点病院の指定を受ける。
- 2003年11月28日 - 臨床研修病院（管理型）の指定を受ける。
- 2007年11月15日 - 地域周産期母子医療センターの認定を受ける。
- 2008年2月8日 - 地域がん診療連携拠点病院の指定を受ける。
- 2012年5月1日 - 地方公営企業法全部適用へ移行。
- 2016年10月1日 - 地方独立行政法人へ移行、地方独立行政法人市立東大阪医療センターへと名称変更。
- 2017年4月1日 - 大阪府立中河内救命救急センターの指定管理者に指定され運営を受託。
- 2018年11月1日 - 大阪府難病診療連携拠点病院の指定を受ける。
- 2018年12月7日 - 日本医療機能評価機構より病院機能評価<3rdG:Ver.2.0>の更新認定を受ける。

## 診療科
- 内科
- 腎臓内科
- 内分泌代謝内科
- 免疫内科
- 総合診療科
- 呼吸器内科
- 循環器内科
- 消化器内科
- 神経内科
- 皮膚科
- 小児科
- 精神科
- 外科（消化器外科・呼吸器外科・乳腺外科・心臓血管外科・小児外科）
- 臨床腫瘍科
- 泌尿器科
- 脳神経外科
- 整形外科
- 形成外科
- 眼科
- 耳鼻咽喉科
- 産婦人科
- リハビリテーション科
- 放射線科
- 麻酔科
- 病理診断科
- 臨床検査科
- 緩和ケア内科
- 救急科
- 歯科
- 歯科口腔外科

## 医療機関の指定等
- 保険医療機関
- 救急告示医療機関
- 労災保険指定医療機関
- 指定自立支援医療機関（更生医療・育成医療）
- 精神保健指定医の配置されている医療機関
- 生活保護法指定医療機関
- 結核指定医療機関
- 指定養育医療機関
- 原子爆弾被爆者一般疾病医療取扱医療機関
- 母体保護法指定医の配置されている医療機関
- 災害拠点病院
- 臨床研修指定病院
- 地域医療支援病院
- 地域がん診療連携拠点病院
- エイズ治療拠点病院
- 特定疾患治療研究事業実施医療機関
- DPC対象病院
- 小児慢性特定疾患治療研究事業実施医療機関
- 地域周産期母子医療センター
- 大阪府難病診療連携拠点病院

## 周辺の施設
- 大阪府立中河内救命救急センター
- 東大阪市立休日急病診療所

## 交通アクセス
- 近鉄奈良線八戸ノ里駅下車、北東に約1km（徒歩約12分）。
- 八戸ノ里駅4番のりばから近鉄バスで約8分、市立東大阪医療センター下車。ただし土曜日・休日と12月29日から1月3日までは運休。
- 布施駅南口・高井田中央駅・長田駅から大阪バスで約17 - 25分、市立東大阪医療センター下車。土休日は午後のみ運行（2018年7月1日運行開始）[5]。

## 事案
2017年12月22日、大阪地裁は、病院の庭園改修工事の発注への謝礼として造園会社社長から現金50万円を受け取ったとして、元病院事務局長に対し収賄罪で懲役1年6月、執行猶予3年、追徴金50万円の有罪判決を言い渡した。